# Ханджар

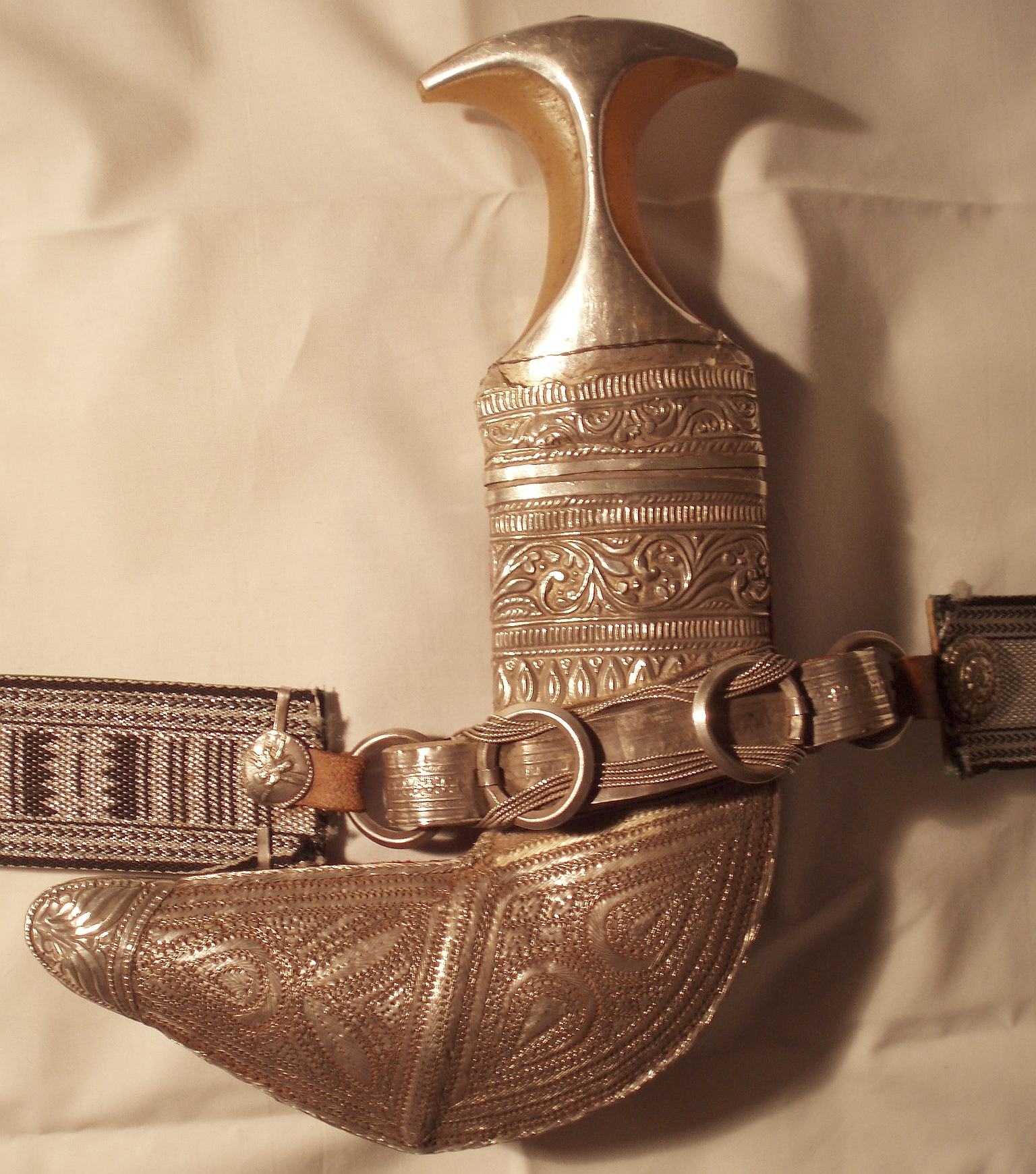
Оманський ханджар, також відомий як джамбія, виготовлений приблизно в 1924 році

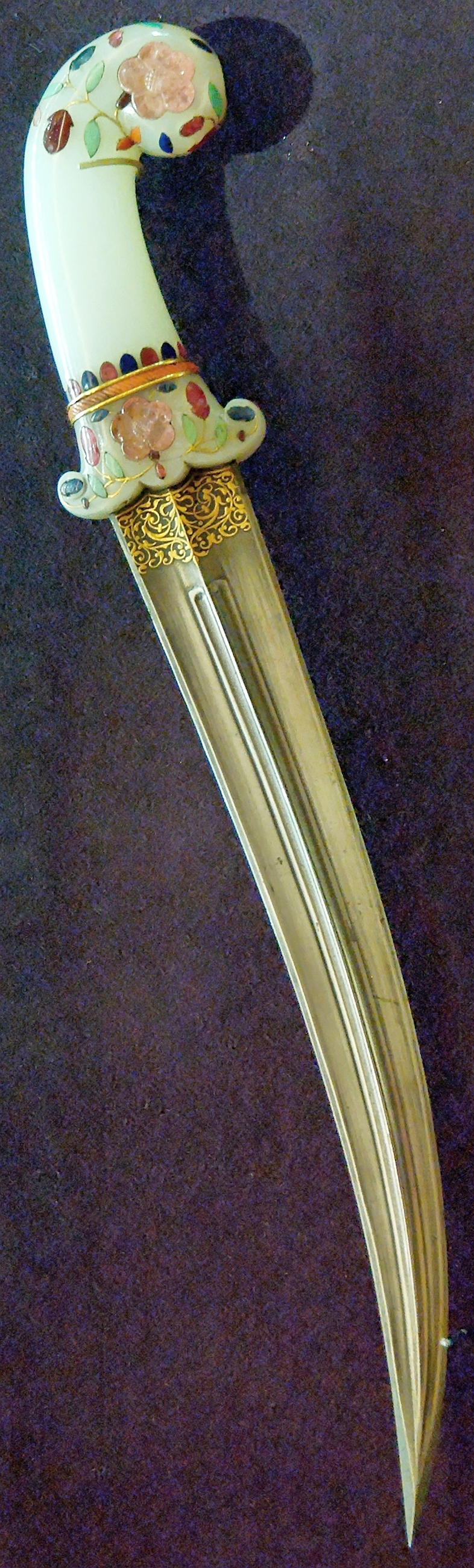
Індійський ханджар-кинджал з руків'ям у формі пістолетоподібної рукоятки, 17-те століття.

Ханджар (араб. خنجر, перс. خونگر‎, тур. Hançer, босн. Handžar) — традиційний арабський кинджал, який мав поширення також в Ірані, Індії, Туреччині. Його носили чоловіки для урочистих випадків, це короткий кривий кинджал, за формою нагадує букву «J» та нагадує гачок. Він може бути виготовлений з різних матеріалів, в залежності від якості своєї майстерності. Це популярний сувенір серед туристів і продається на ринках по всьому регіону. Національним символом султанату, ханджар представлений к виді національної емблеми і на Оманську ріалі. Він також використовується в логотипах і комерційних образах в Омані.

## Історія
Не відомо коли оманський ханджар був вперше створений. Наскельні малюнки, втілюючи кинджал були виявлені на могильних плитах, розташованих в центральній частині області Ру усь Аль-Джибаль. Це, як вважають, передує відродженню Ваххабізму, яке відбулося в кінці 1700-х років. Вони були також згадані в обліковому запису Роберта Падбругга з Голландської Республіки, який відправився в Маскат в червні 1672.
В Османській імперії поширилося далі використання цього типу ножа. На Балканах, де він був відомий як Handschar, такі ножі були регулярно використовувались османськими поліцейськими, і він залишився в місцевому використанні і після закінчення османського панування. Під час Другої світової війни, в честь ножа назвали 13-ту гірську дивізію Ваффен СС «Ханджар» (1-ша хорватська), що складалася разом з боснійських мусульман (Босняків етнічних) та з деяких католицьких хорватських солдат; ніж також з'явився на підрозділи емблеми дивізії.

## Використання та символіка

### Склад і виробництво

Державний герб Оману з ханджаром в центрі

В залежності від якості своєї майстерності, оманський ханджар можна виготовити, використовуючи різні метали та інші матеріали. Золото або срібло буде використовуватися, щоб зробити ханджар кращої якості (наприклад, для королівської влади), у той час як латунь і мідь буде використовуватись для кинджалів, виготовлених місцевими майстрами. Наприклад, піхви, прикрашені золотом, історично обмежувалася вищим класом Оману. Біла або слонова кістка обробляється і обшивається віддаючи перевагу для Сеїдів або Хашимітов, що символізує їх статус у суспільстві. Najeeb Altarfayn Saadah в Омані і Аравії, зазвичай мають два з них. Традиційно кинджал розробляється самим майбутнім власником, а майстер враховує «специфікації» та «уподобання», передбачені першим. Час, необхідний для виготовлення ханджару може становити від трьох тижнів до декількох місяців.
Найбільш елементарними розділами ханджара є його ручка і лезо. Матеріал, що використовується в ручці відіграє значну роль у встановленні кінцевої ціни кинджала. Кістка — зокрема, ріг носорога та ікло слона — були колись загальним стандартом, так як вони «вважалися найкращим матеріалом», щоб зробити руків'я . Проте, з міжнародною забороною на торгівлю слонової кістки, використання інших матеріалів, таких як дерево, пластик, і верблюжої кістки — стало більш поширеним. Як правило, у верхня частина руків'я плоска, але та, яка призначена для королівської сім'ї, має форму хреста.

### Одяг
Оманський ханджар, заправлений під пояс і розташований спереду в центрі власника тіла. Він є частиною повсякденного одягу; однак, це тепер як «церемоніальний кинджал», і носять його лише для офіційних заходів та церемоній, таких як весілля, паради, мітинги і дипломатичні функції — та серед багатьох інших випадків. Під назвою «Всюдисуща ознака мужності» Джон М. Уілліс в журналі The Arab Studies Journal, позначив ханджар як символ «мужності, сили і влади»,, а також символу, що слугує високому статусу для людини, що носить його. В результаті, іноді сім'ї віддають їх своїм синам, коли вони досягають підліткового віку, і є звичайним весільним подарунком для нареченого.
Хоча ханджар був спочатку створений в якості зброї для нападу і захисту, він використовується виключно для ритуальних і практичних цілей сьогодні. Остання ситуація мала місце в пустелі, де він використовувався як знаряддя для полювання і зняття шкури тварин, так добрі як
для нарізки мотузки. Через це, він зараз вважається «соціальним табу» в Омані

### Розповсюдження
Ханджар найбільш поширений в Омані з урахуванням його символічного статусу, Його також носили чоловіки в Ємені і Об'єднаних Арабських Еміратах, які є невід'ємною складовою «в традиційному одязі» в цих країнах. Він також може бути і продаватися в інші країнах Перської затоки, в таких як Сую Векайф в Досі, Катар.  Ханджар — це популярний сувенір серед туристів, і є найбільш продаваним сувеніром Султанату.

### Інші використання

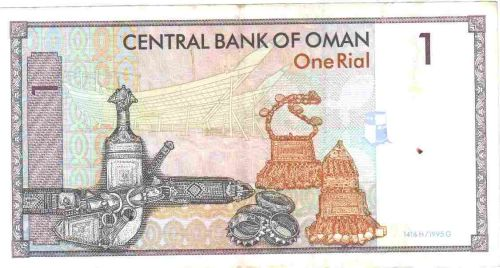
Ханджар зображений на реверсі одного оманського ріалу.

#### Офіційний уряд
Ханджар є національним символом Оману, він показаний на гербі султанату. Він був символом королівського гребеня Аль Саїд династії з 18-го століття,, який згодом став національною емблемою. Він також зображений на Оманську ріалі — валюти країни, зокрема на одному ріалі,, а також на поштових марках, випущених в султанаті. Крім того, є статуї ханджара на будівлях державних міністерств і на різних атракціонах по всій країні.

### Комерція
Ханджар був показаний помітно на логотипі і літаків з Oman Air — в країні авіаперевізника — поки вона не була знята в рамках ребрендингу в 2008 році. Логотип Omantel також показана стилізований ханджар; він був збережений в мотиві  логотипу після об'єднання телекомунікаційної компанії з Oman Mobile в 2010 році. Крім того, парфумерна компанія Amouage — яка належить султанові Оману і його королівській родині  — включає кинджал в дизайн своїх пляшок. Ковпачок на парфумі флакону Gold for Men нагадує ручку ханджара, доповнюючи Gold for Women  кришку, яка нагадує купол мечеті Руві.